# 242492 Fantomas
242492 Fantomas è un asteroide della fascia principale. Scoperto nel 2004, presenta un'orbita caratterizzata da un semiasse maggiore pari a 2,5786779 UA e da un'eccentricità di 0,1414371, inclinata di 3,51969° rispetto all'eclittica.